# Saint-Félix-de-Villadeix
Saint-Félix-de-Villadeix település Franciaországban, Dordogne megyében. Lakosainak száma 319 fő (2022. január 1.). Saint-Félix-de-Villadeix Fouleix, Val de Louyre et Caudeau, Saint-Marcel-du-Périgord, Liorac-sur-Louyre, Saint-Georges-de-Montclard és Clermont-de-Beauregard községekkel határos.

## Népesség
A település népessége az elmúlt években az alábbi módon változott:
| Lakosok száma | 233  | 266  | 286  | 305  | 296  | 297  | 327  | 327  | 328  | 319  |
|               | 1968 | 1982 | 1990 | 2006 | 2013 | 2015 | 2017 | 2019 | 2020 | 2022 |